# Séquelle
Pour l’article ayant un titre homophone, voir Sequel.
En médecine, on qualifie de séquelle un trouble inhérent à un problème de santé qui persiste après guérison de la cause première. Ladite séquelle peut être transitoire (ex : toux « chant du coq » pouvant durer jusqu'à quelques semaines après rémission de l'infection dans la coqueluche) ou permanente (ex : amputation traumatique de cause accidentelle).
D'un point de vue médical, une séquelle est un symptôme, un handicap ou une simple trace, invalidante ou non, qui apparaît pendant le trouble et persiste au-delà de la rémission. Certaines guérissent entièrement (on parle alors de rémission complète), ou seulement partiellement ou pas du tout (on parle alors de morbidité). À noter que certaines séquelles sont partiellement héritables (mutations, marquages épigénétiques).
Ce mot est également utilisé lorsque l'on parle d'une conséquence plus ou moins lointaine qui est le contrecoup d'un événement, d'une situation.
- Exemple : séquelle de guerre, « les séquelles de la Première Guerre mondiale ».

Ce mot peut être utilisé comme traduction de l'anglais « sequel », qui signifie « suite » (d'une œuvre, par exemple).